# Fadil Hoxha

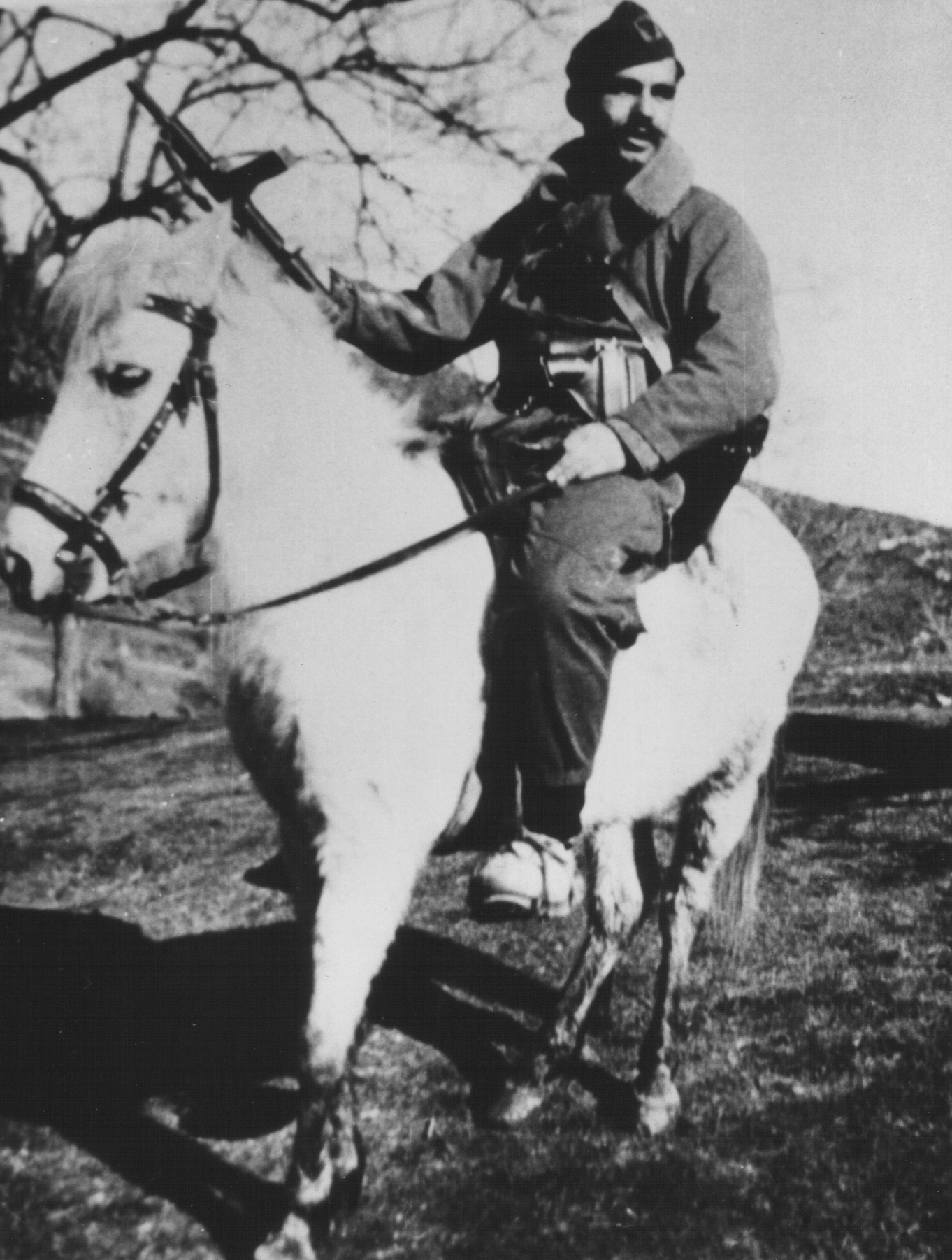
Fadil Hoxha (1943/1944)

Fadil Hoxha (* 15. März 1916 in Đakovica, Königreich Serbien; † 22. April 2001 in Pristina, BR Jugoslawien, heute Kosovo) war ein jugoslawischer Politiker  des Bundes der Kommunisten Jugoslawiens (BdKJ).

## Leben
Hoxha war annähernd 40 Jahre lang die führende Persönlichkeit der Sozialistischen Autonomen Provinz Kosovo innerhalb der Sozialistischen Föderativen Republik Jugoslawien (SFRJ). Kurz nach dem Zweiten Weltkrieg und noch vor Gründung der Sozialistischen Föderative Republik Jugoslawien wurde er am 11. Juli 1945 Vorsitzender der Volksversammlung (Parlamentspräsident) und Vorsitzender des Exekutivrates (Ministerpräsident) des Kosovo. Das Amt des Parlamentspräsidenten gab er 1953 ab, blieb aber weiter bis 1963 Ministerpräsident. Von Juli 1967 bis Mai 1969 war er zum zweiten Mal Vorsitzender der Volksversammlung.
1970 wurde er als Vertreter des Autonomen Gebiets Kosovo Mitglied des Präsidiums der SFRJ. Dieses Amt behielt er bis 1984. Zu diesem Zeitpunkt trat er aus dem politischen Leben zurück, nachdem es bereits 1981 zu ersten blutigen Auseinandersetzungen und deren Niederschlagung durch Polizeikräfte aus Zentralserbien im Kosovo kam, denen Hoxha ablehnend gegenüberstand. Nachfolger im Präsidium der SFRJ und Vertreter des Kosovo wurde Sinan Hasani.